# Nicolas de Pigage
Nicolas de Pigage (ur. 3 sierpnia 1723 w Lunéville; zm. 30 lipca 1796 w Schwetzingen) – francuski architekt. Jako syn kamieniarza rozpoczął on w 1743 w Paryżu studia na École militaire, rok później przeniósł się na akademie royale d’architecture, gdzie studiował pod nadzorem Jacques-François Blondel. Elektor Karol IV Teodor Wittelsbach wezwał go na dwór Palatynatu Reńskiego w Mannheim, gdzie w 1752 dostał urząd naczelnego dyrektora budowlanego.
Pod kierownictwem Pigage zbudowano w latach 1755–1773 pałac Benrath. Podczas prac budowlanych w 1762 Nicolas de Pigage nazywany był dyrektorem ogrodu w Palatynacie Reńskim. Pigage uczestniczył podczas urządzania rezydencji w Mannheim i w Schwetzingen (między innymi wybudował on teatr zamkowy w Schwetzingen i poszerzył kościół katolicki Świętego Pankratiusa w Schwetzingen. Na zamku w Mannheim zlecono mu budowę wschodniego skrzydła.
Poza tym Pigage zaprojektował bramę Karola w Heidelbergu, łuk triumfalny bramy miejskiej w Frankenthal, jak również nieruchomość, protestancką fundację opieki Schönau. Dla bankiera w Palatynacie Reńskim, wybudował on pałac przy ulicy we Frankfurcie nad Menem. 
Miasto Mannheim nazwało w jednej z części miasta Rheinau ulice jego nazwiskiem. Także w dzielnicy Benrath, w Düsseldorfie, blisko zamku, jedna z ulic jest nazwana po nim.